# Conothele truncicola
Conothele truncicola là một loài nhện trong họ Ctenizidae.
Loài này thuộc chi Conothele. Conothele truncicola được miêu tả năm 2002 bởi Michael Ilmari Saaristo.